# Bill Kirtley
William Kirtley là một cầu thủ bóng đá chuyên nghiệp người Anh thi đấu ở vị trí thủ môn cho Sunderland.